# Heron Tower

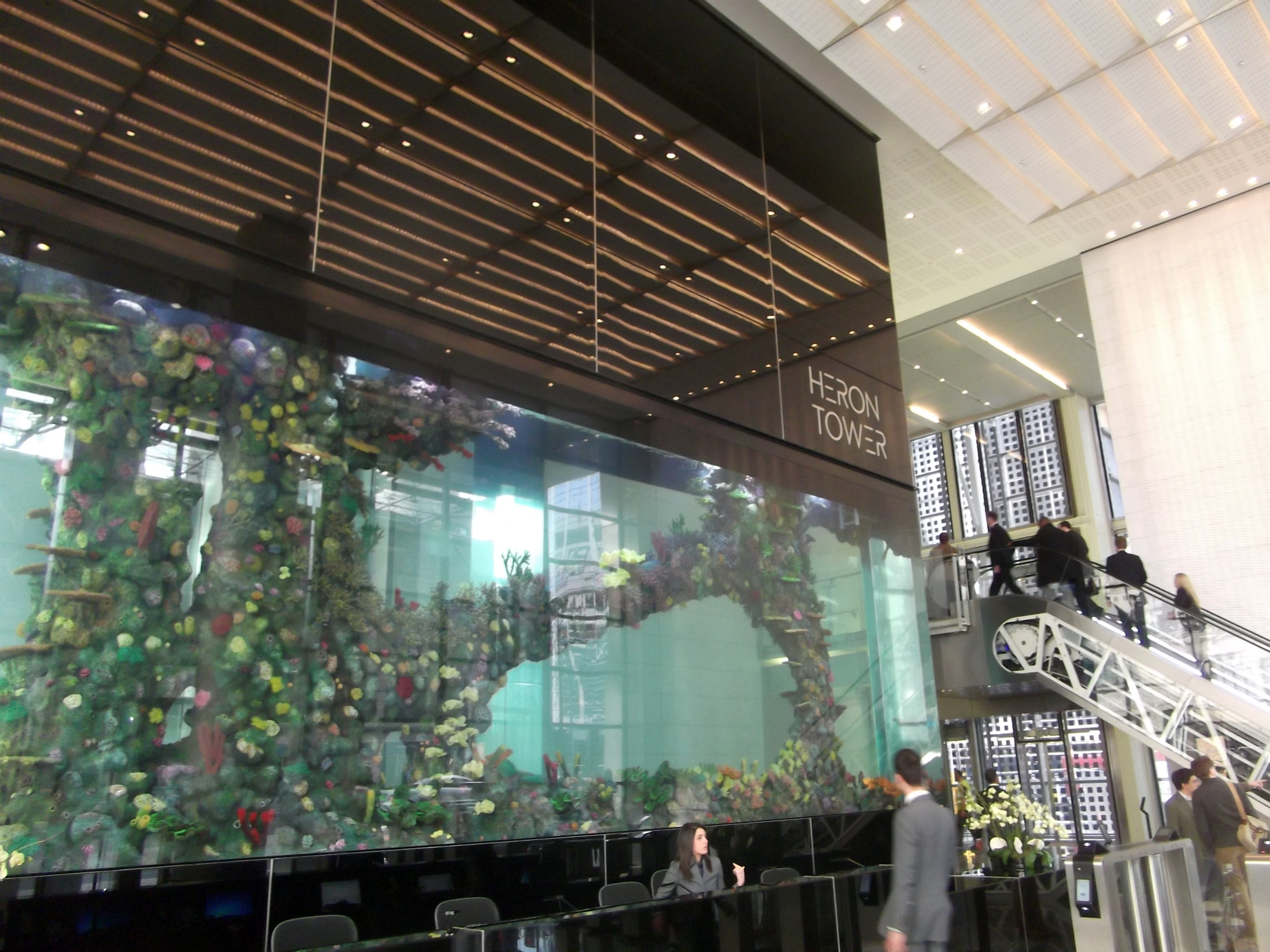
Lobbyn med ett 70 000-liters akvarium med över 1 000 fiskar.

Heron Tower, även känd som 110 Bishopsgate, är en skyskrapa i London, Storbritannien. Skyskrapan är en av Storbritanniens högsta byggnader, med sina 230 meter inklusive dess 28 meter höga antennmast, och 46 våningar, något som gör den till den näst högsta byggnaden i Londons finansdistrikt. Byggnaden är ritad av Kohn Pedersen Fox och byggdes av Skanska.
Uppförandet av byggnaden startade 2007 och slutfördes 2011. Den ägs av Heron International och är fortfarande populärt känt som Heron Tower. Efter en namntvist 2014, som involverade hyresgästen Salesforce.com, rekommenderade planeringskommittén i City of London att fastigheten officiellt skulle namnges 110 Bishopsgate, även om ansökan drogs tillbaka innan den nådde kommittén. Byggnaden hade till en början problem med att attrahera hyresgäster i den dåvarande djupa lågkonjunkturen, men 2016 var huset fullt uthyrt.

## Historik

### Bakgrund
Med ritningar av arkitektfirman Kohn Pedersen Fox, var höjden på 110 Bishopsgate planerad till endast 183 meter. Detta var samma som den för Tower 42, City of Londons då högsta byggnad sedan 1980.
Den väckte en del kontroverser när den först tillkännagavs på grund av dess närhet till St Paul's Cathedral, när den sågs från Waterloo Bridge. English Heritage var särskilt högljudda i sin oro. En offentlig utredning hölls därefter, vars resultat bekräftades av vice premiärminister John Prescott, som dömde till utvecklarnas fördel. Huset fick det slutgiltiga godkännandet för byggande i juli 2002.

### Bygget
Tre år senare hade bygget ännu inte kommit igång. I september 2005 lämnade Heron Property Corporation in en planeringsansökan för att öka höjden på deras godkända byggnad. Herons reviderade planer föreslog nu ett 202 meter högt hus toppat av en mast på 28 meter, vilket ger byggnaden en total höjd av 230 meter. Även om utformningen i stort sett var identisk med det tidigare förslaget, förfinades tornets krön och södra fasader. I januari 2006 godkändes det reviderade projektet av City of London Corporation.
I mars 2007 bekräftades det att Heron hade undertecknat ett finansieringsavtal med statens allmänna reservfond i Oman, i syfte att tillhandahålla eget kapital för uppförandet. Arbetena utfördes av Skanska och slutfördes i januari 2011.

### Finansiering
I februari 2013 avslöjades av The Times att det bland tornets finansiärer fanns prins Abdul Aziz bin Fahd, son till den avlidne kungen Fahd av Saudiarabien.

## Arkiktektur

### Interiör
110 Bishopsgate utformades för att ha en entré och lobby i "conciergestil", med ett akvarium på 70 000 liter och cirka 1 200 fiskar. Akvariet är det största privatägda exemplaret i Storbritannien och innehåller över 60 fiskarter i ett uthålligt ekosystem. Arterna valdes ut av erfarna biologer och djurskötare för att säkerställa kompatibilitet och anpassningsförmåga till miljön. Akvariet sköts av ett team av två heltidsanställda fiskskötare, som matar fiskarna med en diet rik på naturliga ingredienser enligt deras krav och övervakar tanken för vattenkemi och fiskhälsa, vid sidan av två till tre deltidsanställda dykare som regelbundet rengör sten och glas.
En bar/restaurang som heter The Drift upptar en del av markplanet och andra våningen. Det finns en restaurang och "skybar" som hyrs ut till Sushi Samba och Duck & Waffle, båda öppna för allmänheten, på våningarna 38–40. Restaurangen och baren ligger 175 meter ovan gatuplanet och nås med hissar med naturskön utsikt från en särskild ingång på Bishopsgate. Restaurangen och baren har även uteserveringar.

### Omgivning
Byggnaden använder solpaneler för att generera förnybar energi, vilket gör att den i januari 2010 kunde uppnå BREEAM-betyget "utmärkt".

## Galleri

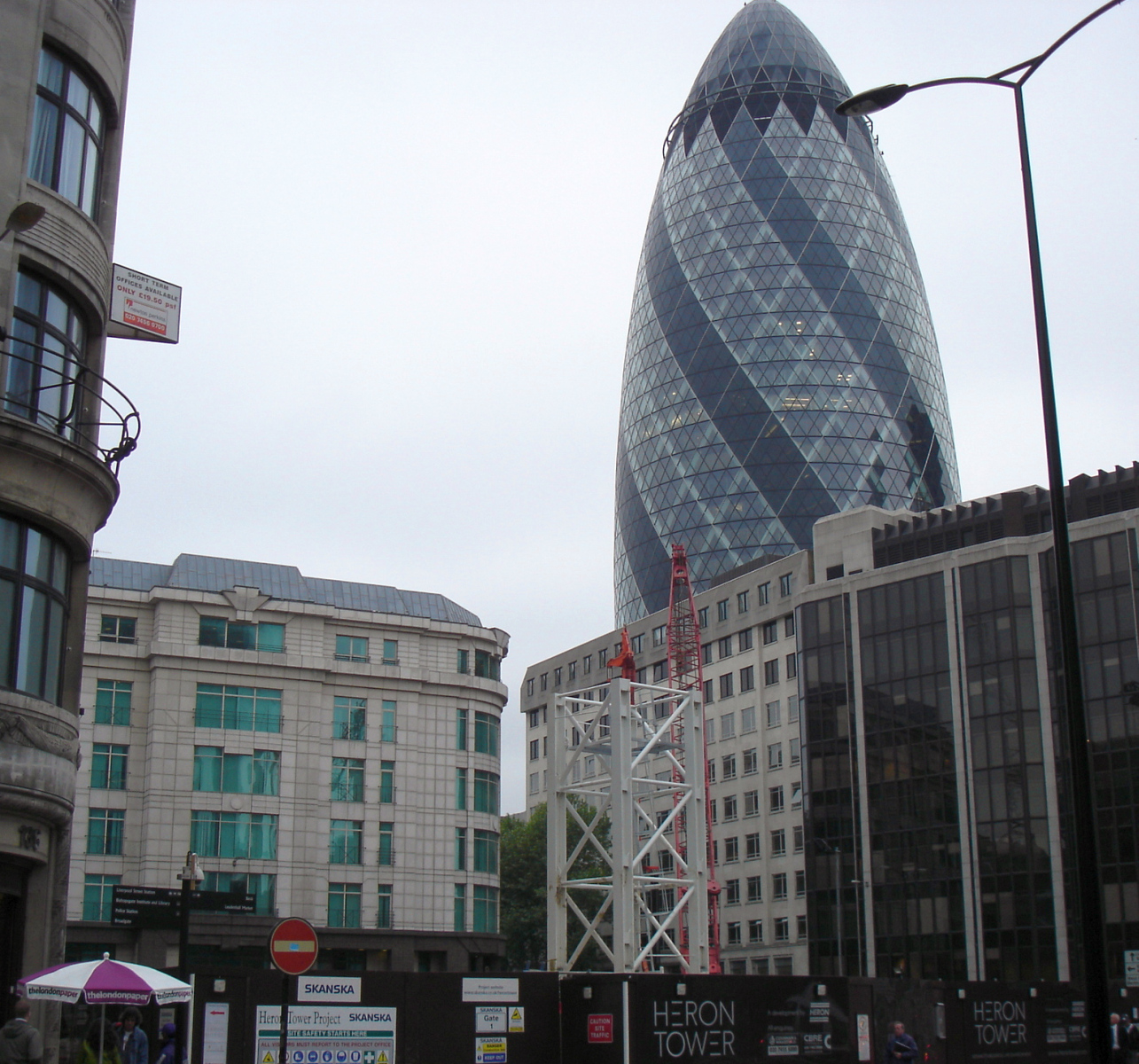
Maj 2008
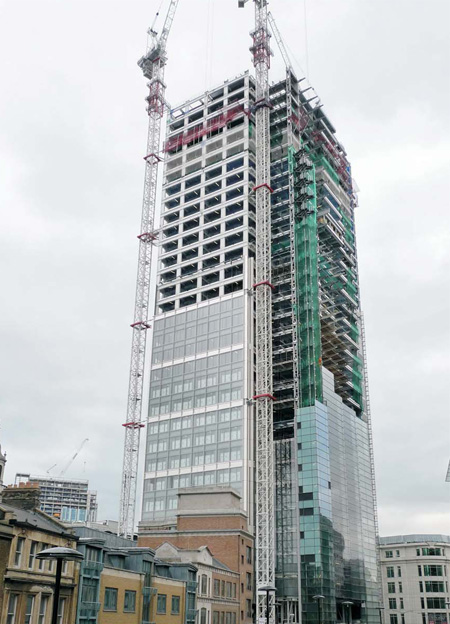
Oktober 2009
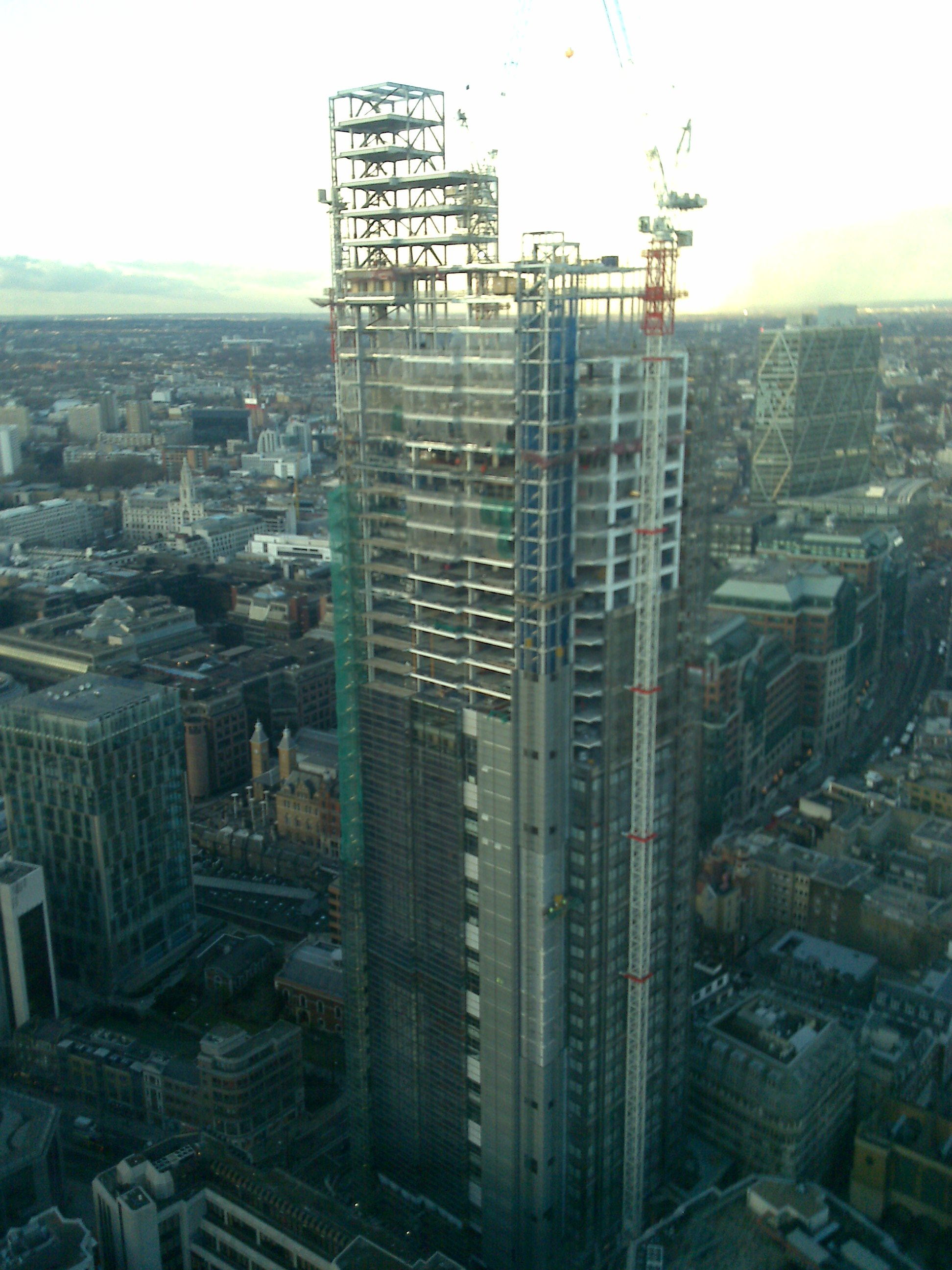
Januari 2010
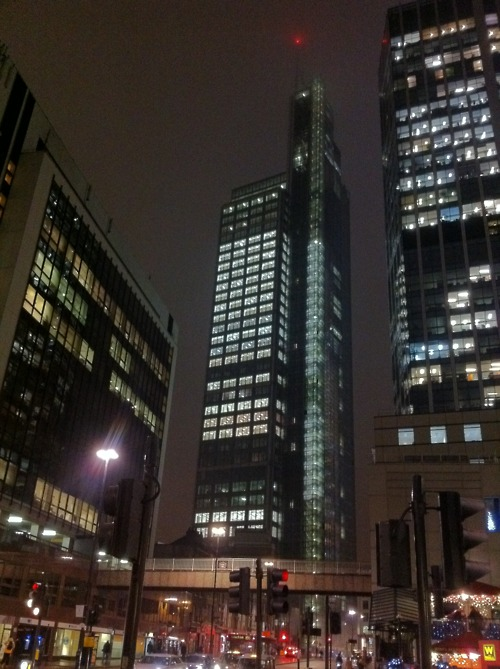
December 2010